# Samsung Galaxy Camera 2
Die Samsung Galaxy Camera 2 ist eine Kompaktkamera, auf der Android installiert ist. Angekündigt auf der Consumer Electronics Show 2014 in Las Vegas, Nevada. Sie verfügt über Android 4.3 Jelly Bean, einen 1,6 GHz Quad-Core Exynos 4412 Prozessor und 2 GB RAM. Die Galaxy Camera 2 ist der Nachfolger der Samsung Galaxy Camera. Im Gegensatz zu ihrem Vorgänger hat sie einen GPS-Empfänger.